# 大窪凪沙
大窪 凪沙（おおくぼ なぎさ、1994年10月3日 - ）は、日本の女優（元子役）である。

## 人物
2004年にデビュー後、スマイルモンキーに所属。大窪汐里と双子の姉妹である。双子だけあってデビュー時から共演することが多かった。趣味は手紙交換など。

## 今までの出演作品

### テレビ番組
- 超星神グランセイザー（2004年、テレビ東京）
- ふれあいロボット広場（2004年、NHK）
- 僕と彼女と彼女の生きる道（2004年、フジテレビ）
- 金曜ドラマ「奥様は魔女」（2004年、TBS）
- 金曜ナイトドラマ「着信アリ」（2005年、テレビ朝日） - エンディングタイトルバックの少女 役
- 世にも奇妙な物語 秋の特別編・ゴミ女（2007年10月2日、フジテレビ）- 少女 役

### CM
- スズキ「ワゴンR」
- ソネット「お願い絶叫 双子編」
- ミツカン「追いがつおつゆ」
- ピザハット「ベルサイユのピザ」

### 映画
- 2/2（2005年）
- 黒い宿（2005年）
- 着信アリ2（2005年2月5日、東宝） - 野添真理子 役
- 花より男子F（2008年6月28日、東宝） - 美作芽夢 役
- ハチミツドロップス（2008年） - 入江明日子 役